# Claudio Moroni
Claudio Omar Moroni (Buenos Aires, 1 de diciembre de 1959) es un abogado y funcionario argentino, ministro de Trabajo de la Nación desde el 10 de diciembre de 2019 hasta el 9 de octubre de 2022.
Fue administrador Federal de Ingresos Públicos durante 2008, administrador Nacional de la Seguridad Social (2007–2008), síndico General de la Nación (2004–2007) y superintendente de Seguros de la Nación (1995–1998 y 2002–2004). Se recibió de abogado en la Universidad de Buenos Aires. Fue gerente técnico de la Superintendencia de Seguros de la Nación entre 1989 y 1995. Entre 1999 y 2002 fue consultor en Seguros del Banco Interamericano de Desarrollo, además de jefe de Gabinete de Asesores de la Presidencia del Banco Provincia de Buenos Aires y miembro del directorio del Banco de Inversión y Comercio Exterior.